# Останній день Помпеї
«Останній день Помпеї» — великоформатна картина франко-німецького художника Карла Брюллова (1799—1852), робота над якою була завершена в 1833 році. Зберігається в Державному російському музеї в Санкт-Петербурзі (інв. Ж-5084). Розмір — 456,5 × 651 см. На картині зображені події в Помпеях під час катастрофічного виверження Везувію, яке відбулось 24 серпня 79 року.
Карл Брюллов побував на розкопках Помпеї влітку 1827 року під час своєї поїздки до Неаполя, там же йому і спало на думку написати велике полотно, присвячени гибелі Помпеї. Замовником став князь Анатолій Демідов. Загалом робота над картиною зайняла близько шести років — з 1827 року, коли Брюллов створив перші начерки й ескізи, до 1833 року. Остаточна версія великого багатофігурного полотна створювалась у 1830—1833 роках.
Після завершення роботи над картиною Карл Брюллов почав показувати її у своїй майстерні в Римі. Популярність картини та її автора стрімко зростала: письменник Микола Рожалін повідомляв, що в Римі «найважливішою подією була виставка картини Брюллова в його студії», «все місто стікалось дивуватись нею». З Рима полотно перевезли до Мілана, де воно експонувалось на Міланській художній виставці 1833 року. Надхненний успіхом картини в Італії, її власник Анатолій Демідов добився включення твору до експозиції Паризького салону, що відкрився в березні 1834 року, де твір Брюллова здобув велику золоту медаль.
Улітку 1834 року картину «Останній день Помпеї» було відправлено з Франції до Санкт-Петербурга, де Демідов подарував її імператорові Миколі I. У серпні 1834 року картину було поміщено в Ермітажі, а наприкінці вересня того ж року полотно було переміщено в окремий зал Академії мистецтв для загального огляду. Картина мала великий успіх, їй присвятив свій вірш «Везувій зів відкрив» поет Олександр Пушкін, а письменник Микола Гоголь написав статтю, в якій він назвав «Останній день Помпеї» одним із яскравих явищ XIX століття та «світлим воскресінням живопису, що перебував довгий час у якомусь напівлетаргічному стані». У 1851 році картина надійшла до Ермітажу, а в 1897 році її передали до створюваного в той час Російського музею імператора Олександра III (нині — Державний російський музей).
Мистецтвознавиця Галина Леонтьєва писала, що монументальне історичне полотно «Останній день Помпеї» було «найвищою вершиною» творчості Брюллова. За словами мистецтвознавиці Світлани Степанової, цей твір став «не просто одним із чергових досягнень національної школи, а явищем, що прискорило еволюцію мистецтва».

## Історія

### Передущі події
У 1821 році Карл Брюлло закінчив Академію мистецтв, здобувши велику золоту медаль. Через розбіжності щодо того, хто повинен був стати його керівником, Брюлло відмовився від продовження роботи в Академії. Наступного року художнику разом із його братом — архітектором Олександром Брюлло — було запропоновано стати пенсіонерами Товариства заохочення художників строком на чотири роки. Прийнявши цю пропозицію, в серпні 1822 року брати покинули Петербург і подалися в зарубіжну поїздку — спершу до Німеччини, а відтак, у 1823 році, до Італії, де вони поселились у Римі. Перед від'їздом із Росії прізвище братів Брюлло було офіційно змінене на російський лад: Олександр I подарував їм «въ», і вони стали Брюлловими.

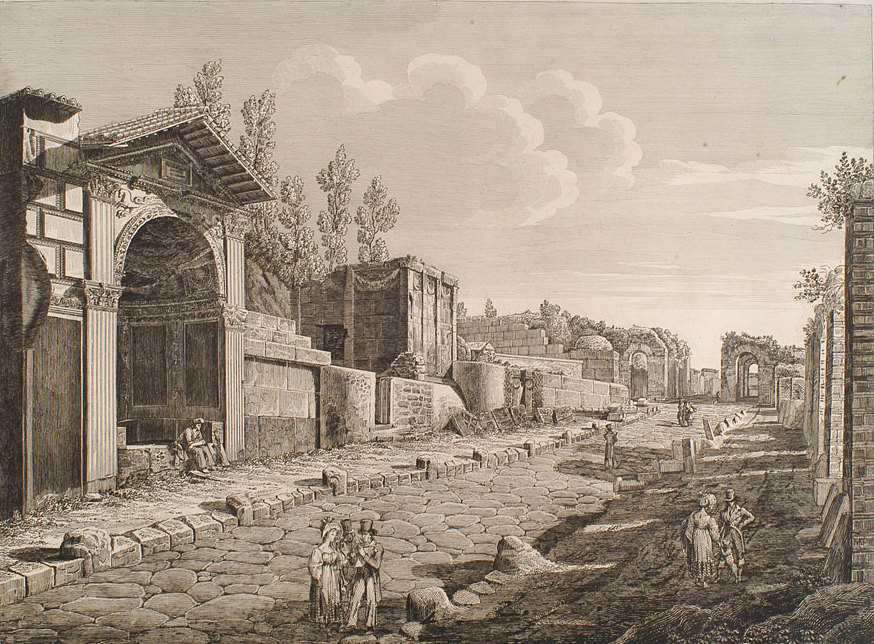
. Вулиця Гробниць у Помпеях (офорт, 1830)

Того ж часу було вельми популярної тема, пов'язана з розкопками древніх міст — Помпей і Геркуланума, похованих під шаром попелу унаслідок виверження Везувію, яке відбулось 24 серпня 79 року нашої ери. Хоча систематичні розкопки Помпей почались у 1748 році, вони тривали і на початку XIX століття. Створювались твори мистецтва, пов'язані з цією темою. Наприклад, у 1822 році англійський художник Джон Мартін написав велике полотно «Руйнування Помпеї та Геркуланума» (полотно, олія, 161,6 × 253,0 см, нині в галереї Тейт), а в 1824 році з'явилась опера італійського композитора Джованні Пачіні «Останній день Помпеї», декорації до якої створив Алессандро Санкіріко.

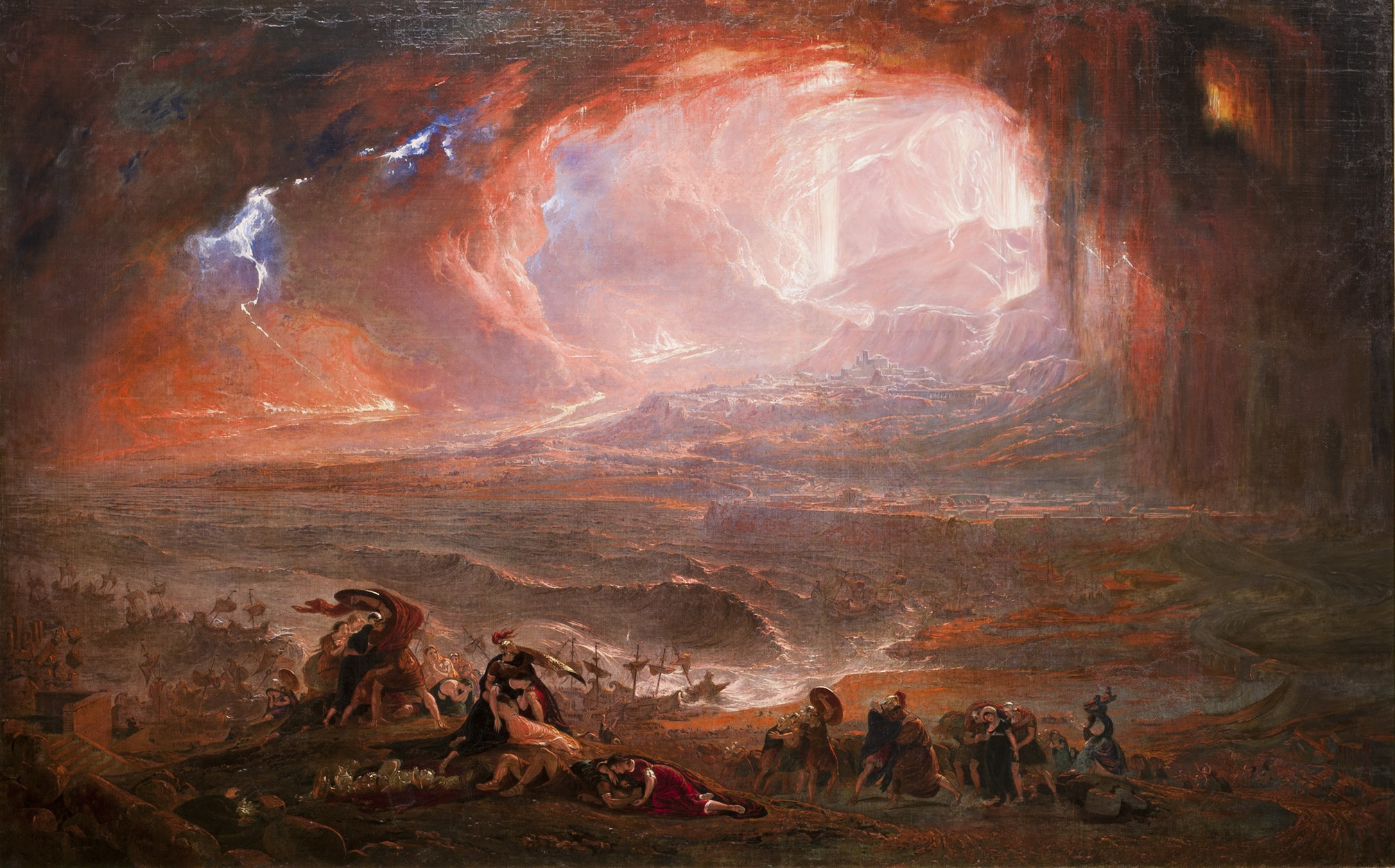
Джон Мартін. " (полотно, олія, 161.6 × 253.0 см, 1822, Тейт)

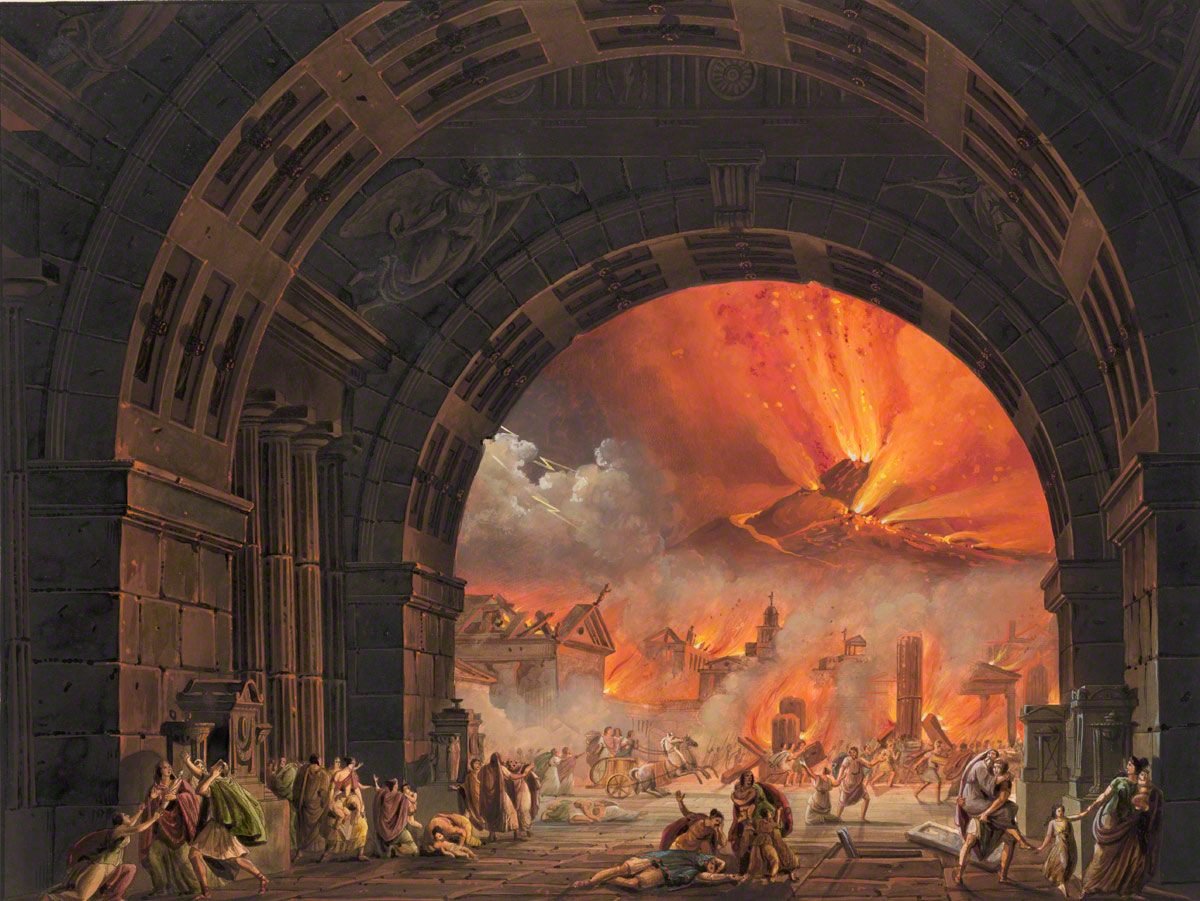
. Виверження Везувію (декорація до опери «»)

Першим із братів на розкопках у 1824 році побував Олександр Брюллов, який, вочевидь, розповів своєму братові багато цікавого. У листі до батьків від 8 травня 1824 року Олександр писав, що «вигляд цих руїн невільно змусив мене перенестись у той час, коли ці стіни були ще заселені, коли цей форум, на якому ми стояли одні, і де тиша переривалась якою-небудь ящіркою, був наповнений народом». У другому листі до матері, датованому 6 грудня 1825 року, він так описував свої враження: «Я бачу вогняні ріки, що вириваються із його [Везувію] жерла», «дощ піску, золи та кменів засипає пишну Помпею; Помпея зникає перед моїми очима».
У липні 1827 року в подорож із Рима до Неаполя подався Карл Брюллов. Художник пробув у Неаполі та його околицях із початку липня до кінця серпня, присвятивши чотири дні огляду руїн міста Помпеї, які справили на нього глибоке враження. Серед тих, хто міг супроводжувати Карла Брюллова в цій поїздці, згадуються імена графині Марії Разумовської, майбутнього сенатора Іпполіта Подчасського (Подчацького), а також графині Юлії Самойлової та князя Анатолія Демідова. Роберт Вінспіер, що був чиновником при російському посольстві в Римі, 6 липня 1827 року повідомляв Олександру Брюллову: «Ваш братусь Карл вивезений був до Неаполя графинею Разумовською»; вона ж йому потім виступала замовницею ескіза майбутньої картини. З графинею Юлією Самойловою Брюллов познайомився в 1827 році в Римі, в художньому салоні княгині Зінаїди Волконської, як наслідок Самойлову та Брюллова пов'язувала багаторічна близька дружба. Мистецтвознавиця Галина Леонтьєва писала, що однією з причин поїздки художника до Неаполя було те, що туди ж їхала і Самойлова, з якою він познайомився недавно перед тим.
Художник Михайло Желєзнов у своїх пізніших спогадах писав, що Карл Брюллов розповідав йому про те, що в Неаполі він зустрівся з Анатолієм Демідовим, який і повіз його до Помпей. За словами Желєзнова, «під час огляду цього міста в голові Брюллова виблиснула думка написати велику картину та показати на ній гибель Помпеї», і художник поділився цією думкою з Демідовим, який «дав йому слово придбати задуману ним картину, якщо він її напише». Зауваживши, що «з цього, ймовірно, нічого б не вийшло», далі Желєзнов писав, що одна дама, ім'я якої залишилось йому невідомим, за обідом, на якому був присутній і Брюллов, завела з Демідовим розмову про поїздку до Помпеї та «зуміла поставити його в такий стан, що він, із догоджання своїй співрозмовниці, замовив у Брюллова написати „Останній день Помпеї“». Зіставляючи ці відомості, дослідники творчості Брюллова висновують, що цією дамою могла бути Разумовська, яка, тим самим, ніби поступилась своїм початковим замовленням Демідову. Ураховуючи те, що в 1828 році (коли був готовий ескіз для Разумовської) Демідову було всього лиш 15 років, журналіст Микола Прожогін висловлював припущення, що передання замовлення могло відбутись дещо пізніше. Сам же не виключав, що «дамою, що підштовхнула Демідова на замовлення» могла бути інша графиня — Юлія Самойлова.

### Робота над картиною
Загалом робота над картиною зайняла близько шести років — з 1827 року, коли Карл Брюллов відвідав Помпеї та створив перші начерки й ескізи, до 1833 року, коли великоформатне полотно було показане в Римі та Мілані. Мистецтвознавці поділяють період створення картини на два етапи. До першого з них (1827—1830) належить підготовча робота, до якої входило створення етюдів і перших ескізів, а до другого (1830—1833) — написання великого багатофігурного полотна.

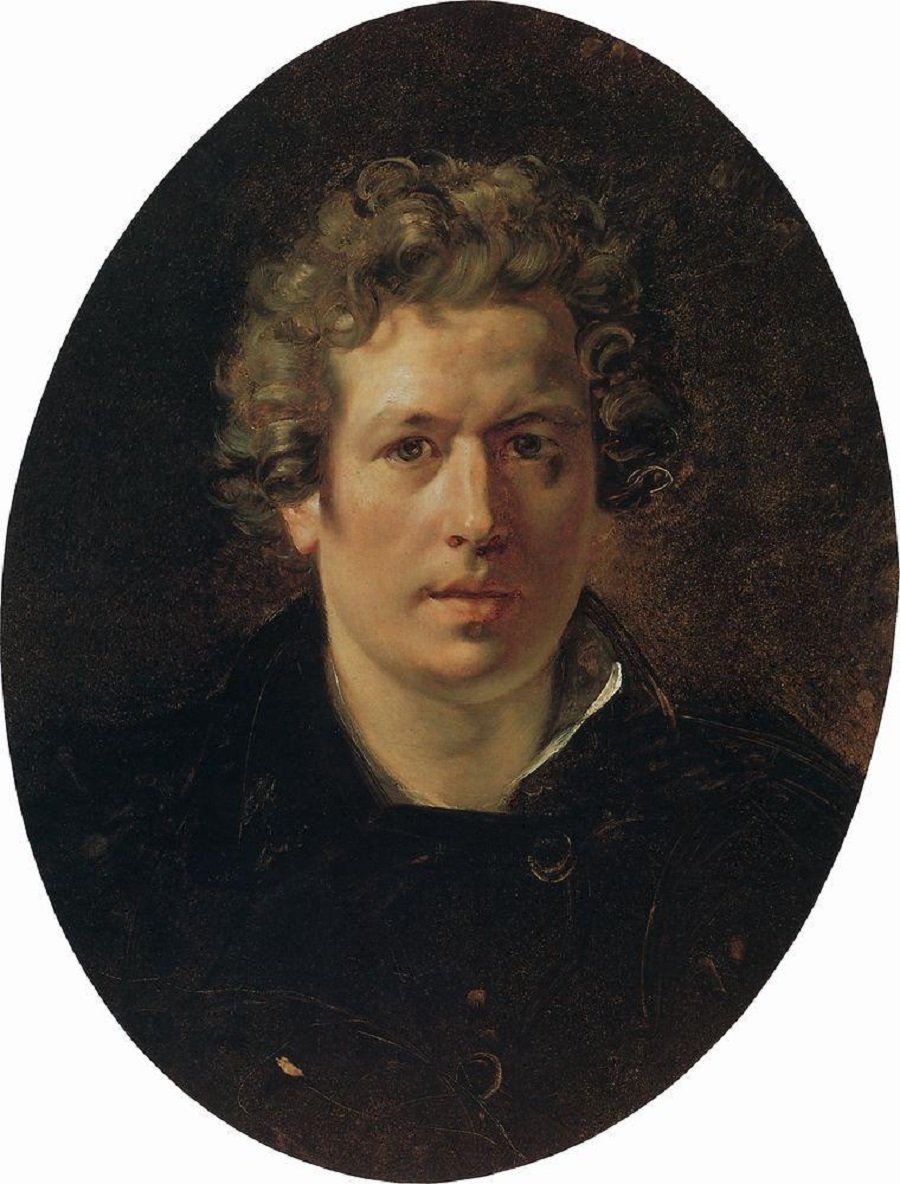
Карл Брюллов. Автопортрет (1833, ДРМ)

Розпочинаючи роботу над картиною, Карл Брюллов старанно вивчив історичні документи, пов'язані з виверженням Везувію. Зокрема, він прочитав свідчення очевидця подій, древньоримсього письменника (навпісля також політичного діяча й адвоката) Плінія Молодшого, який у своїх листах до історика Тацита писав: «Уже перша година дня, а світ невірний, ніби хворий. Удома довкола трясе, на відритому вузькому майданчику дуже страшно; ось-ось вони поваляться. Вирішено, нарешті, йти з міста; за нами йде натовп людей, що втратили голову. <…> З іншого боку чорна страшна хмара, яку проривали в різних місцях перебіжні вогняні зигзаги; вона розчахнулась широкими палахкочучими смугами, схожами на блискавки, але великими. <…> Тоді мати просить, умовляє, наказує, щоб я втік: для юнака це можливо; вона, обтяжена роками та хворобами, спокійно помре, знаючи, що не була причиною моєї смерті».
Дослідники творчості Брюллова вважають, що найраніша письмова згадка художника про роботу над новою картиною датується березнем 1828 року: у листі до свого брата Федора Карл Брюллов писав: «Ескіз для картини, замовленої в мене граф[инею] Разумовською, доведений до ладу; твір такий: „Останній день Помпеї“». У тому ж листі художник повідомляє, що місцем дії ним була вибрана вулиця Гробниць (Strada dei Sepolcri або Via dei Sepolcri), а картинна лінія проходить від гробниці Скавра (Sepolcro di Scauro) до гробниці сина жриці Церери. Далі художник пише: «Декорацію цю я взяв з натури, не відступаючи нітрохи та не додаючи, стоячи до міських воріт спиною, щоби бачити частину Везувію як головну причину, — без чого схоже хіба було б на пожежу?» У тому ж листі Карл Брюллов детально описує групи дійових осіб, яких він гадав зобразити на полотні.